# Барлоу, Дэвид (баскетболист)
Дэвид Барлоу (англ. David Barlow, род. 22 октября 1983, Мельбурн, Австралия) — австралийский профессиональный баскетболист, играл на позиции лёгкого форварда; тренер в клубе «Мельбурн Юнайтед».

## Карьера
Дэвид начал тренироваться под руководством бывшего австралийского баскетболиста и тренера Брайана Гурджана, в 2001 году присоединился к команде «Виктория Тайтанс». В следующем году переехал в Денвер, где играл на уровне колледжей. Тренером в США стал бывший тренер НБА Майк Данлап.
Получив опыт выступлений за колледж, Дэвид вернулся в Австралию и присоединился к команде «Сандригхэм Сэйбрс», в которой был номинирован на звание Новичок года во второй по силе австралийской лиге. В 2004 году дебютировал в чемпионате Австралии за клуб «Сидней Кингз», однако получал немного времени на площадке в первых двух сезонах. Однако затем Барлоу существенно прибавил во многих компонентах игры, а команда стала показывать высокие результаты.
В сезоне 2006-07 игрок набрал хорошую форму, однако получил травму колена и пропустил почти весь сезон. По окончании сезона Барлоу вернулся в Викторию и подписал контракт с «Мельбурн Тайгерс». В сезоне 2007/2008 чемпионата Австралии игрок набирал лучшие показатели в карьере: 16,6 очков, 5 подборов за сезон. Также он установил личный рекорд в 37 набранных очков, 14 из 14 точных бросков с игры и 8 из 8 с трёхочковой дистанции. «Тайгерс» в этом же сезоне стал чемпионом Австралии.
После того, как Барлоу получил вызов в национальную команду Австралии для выступлений на Олимпиаде 2008 года в Пекине, игроку была присвоена награда Алана Хьюджеса, которая вручается спортсменам мужского пола в Австралии. Он стал Игроком года-2008, который внёс наибольший вклад в развитие баскетбола на уровне штата, национальном и международном уровнях . В июле 2009 года Барлоу подписал контракт с испанским клубом «Сарагоса». В августе 2011 года перешёл в команду «Мурсия», с которой подписал годичный контракт.
13 июля 2012 года «Мурсия» продлила контракт с игроком ещё на два года.

## Клубная карьера

### Международная карьера
Дэвид дебютировал за национальную сборную Австралии на чемпионате мира 2006 года, где в среднем за матч набирал 6 очков. Также выступал на Олимпиаде 2008 года в Пекине и 2012 года в Лондоне. Представлял национальную команду на чемпионате мира 2010 года. Чемпион Океании 2011 года.

## Достижения

### Международные
Австралия :
- Чемпион Океании : 2011

### Индивидуальные
- Наибольшее количество очков за матч : 37, против сборной Новой Зеландии, 27 октября 2007
- Наибольшее количество точных бросков за матч : 14, против сборной Новой Зеландии, 27 октября 2007
- Наибольшее количество бросков за матч : 19, в гостевом матче против «Перта», 24 ноября 2007
- Наибольшее количество точных трёхочковых за матч : 8, против сборной Новой Зеландии, 27 октября 2007
- Наибольшее количество трёхочковых бросков за матч : 10, гостевой матч против «Аделаиды», 23 января 2008
- Наибольшее количество забитых штрафных : 9,  в гостевом матче против «Перта», 11 ноября 2006
- Наибольшее количество пробитых штрафных : 12,  в гостевом матче против «Перта», 11 ноября 2006
- Наибольшее количество подборов – 9, в гостевом матче против «Таунсвилла», 21 ноября 2007
- Наибольшее количество результативных передач : 5, в домашнем матче против «Таунсвилла», 3 ноября 2006
- Наибольшее количество перехватов : 3, против сборной Сингапура, 17 октября 2007
- Наибольшее количество блок-шотов : 2, в домашнем матче против «Сиднея», 12 марта 2008
- Наибольшее количество минут : 44, в домашнем матче против «Сиднея», 12 марта 2008
- Приз Алана Хьюджеса «Баскетбольная Виктория» : 2008

## Статистика

### Статистика в других лигах
| Сезон                                                                                   | Команда          | Лига                  | GP  | GS | MPG  | FG%  | 3P%  | FT%  | RPG | APG | SPG | BPG | PPG |  |
| 2011/12                                                                                 | Мурсия           | Чемпионат Испании     | 34  | 23 | 25,0 | 39,8 | 40,6 | 84,5 | 4,9 | 0,8 | 0,6 | 0,2 | 8,1 |  |
| 2012/13                                                                                 | Мурсия           | Чемпионат Испании     | 33  | 20 | 22,9 | 34,3 | 34,4 | 72,7 | 4,4 | 1,1 | 0,7 | 0,2 | 6,5 |  |
| 2013/14                                                                                 | Все клубы        | Все лиги              | 10  | 1  | 15,4 | 35,3 | 40,0 | 75,0 | 2,0 | 1,1 | 0,2 | 0,1 | 3,8 |  |
| 2013/14                                                                                 | Зелёна-Гура      | Евролига              | 5   | 0  | 15,8 | 38,1 | 38,5 | 0,0  | 1,6 | 1,0 | 0,4 | 0,0 | 4,2 |  |
| 2013/14                                                                                 | Зелёна-Гура      | Чемпионат Польши      | 5   | 1  | 14,9 | 30,8 | 42,9 | 75,0 | 2,4 | 1,2 | 0,0 | 0,2 | 3,4 |  |
| 2014/15                                                                                 | Мельбурн Юнайтед | Чемпионат Австралазии | 25  | 25 | 24,0 | 44,8 | 46,6 | 73,3 | 3,7 | 0,8 | 0,4 | 0,2 | 9,0 |  |
|                                                                                         |                  | Всего                 | 102 | 69 | 23,1 | 39,1 | 40,4 | 77,9 | 4,2 | 0,9 | 0,6 | 0,2 | 7,4 |  |
| Наведите курсор мыши на аббревиатуры в заголовке таблицы, чтобы прочесть их расшифровку |                  |                       |     |    |      |      |      |      |     |     |     |     |     |  |